# جیمز رایلی گوردن
جیمز رایلی گوردن (به انگلیسی: James Riely Gordon) متولد ۱۸۶۳ در ویرجینیا، معمار آمریکایی قرن نوزدهم و بیستم بود.
تخصص او طراحی بناهای دولتی بود بطوریکه از او نزدیک به ۷۲ ساختمان دادگاه در آمریکا بر جای مانده‌است.
دوازده عمارت دادگاه قضایی امروزه از او در تگزاس هنوز پابرجا است. برخی همانند عمارت سابق دادگستری شهرستان هریسون امروزه تبدیل به اماکن تاریخی-فرهنگی شده‌اند. اما مهمترین کار رایلی را شاید بتوان از لحاظ اهمیت تاریخی کاپیتول ایالت آریزونا دانست.

## نگارخانه

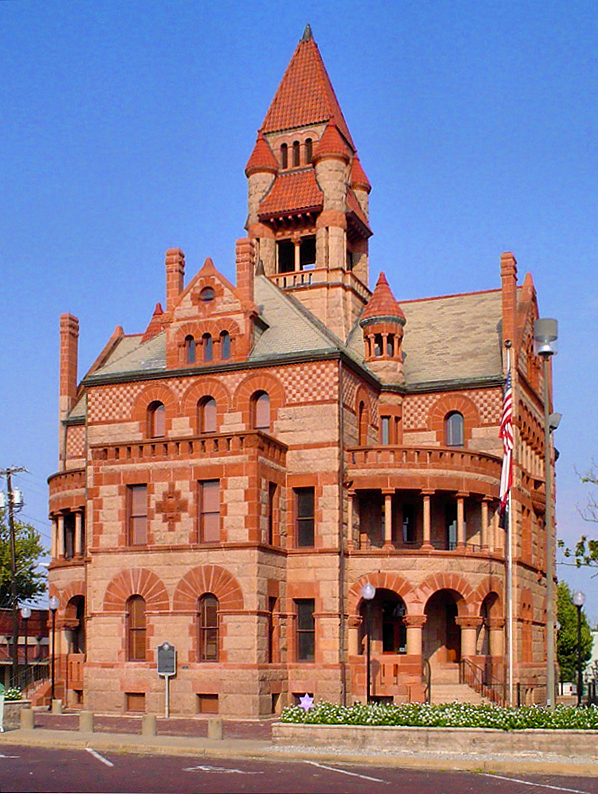
عمارت دادگستری شهرستان هاپکینز
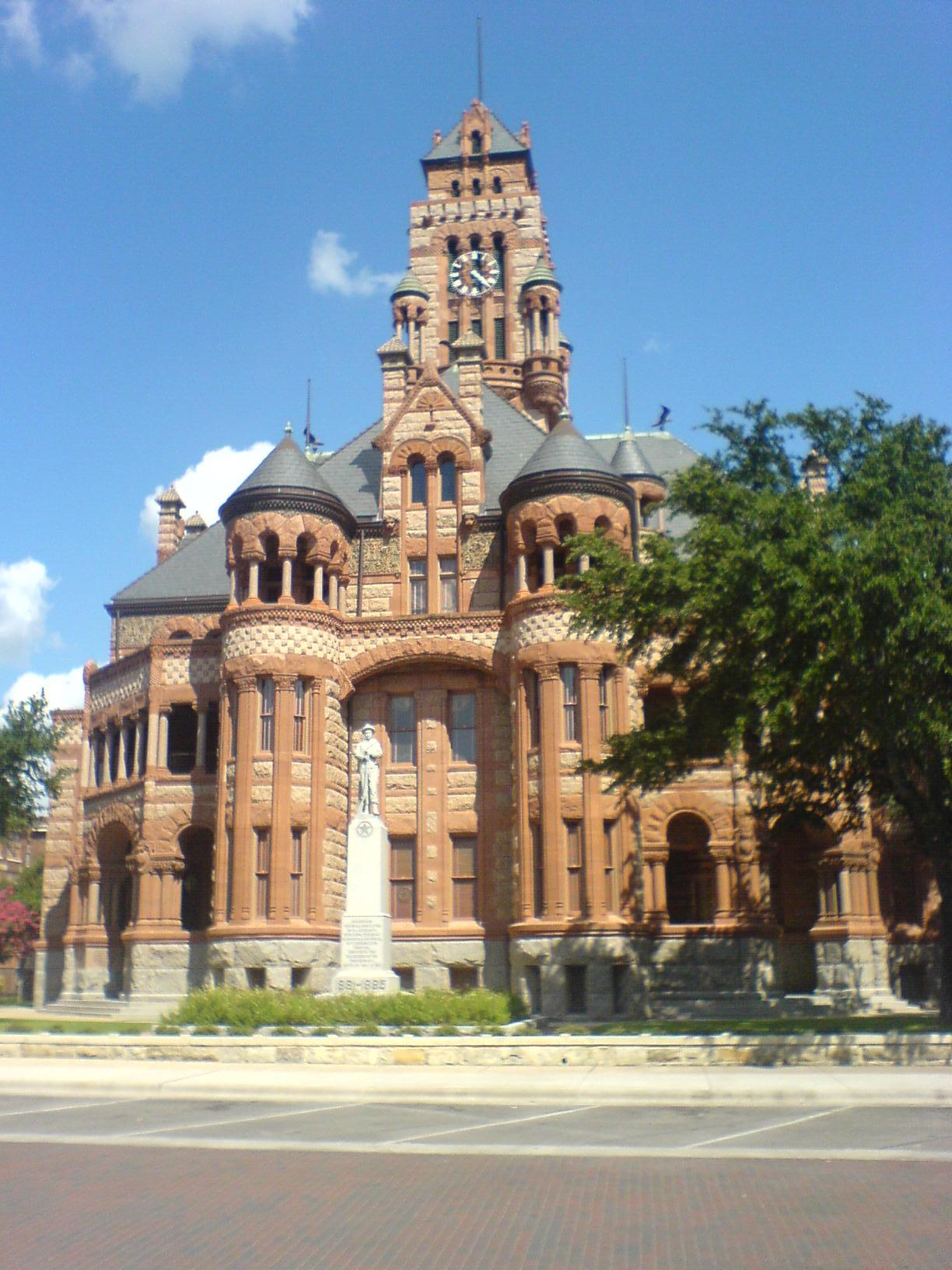
عمارت دادگاه قضایی شهرستان الیس
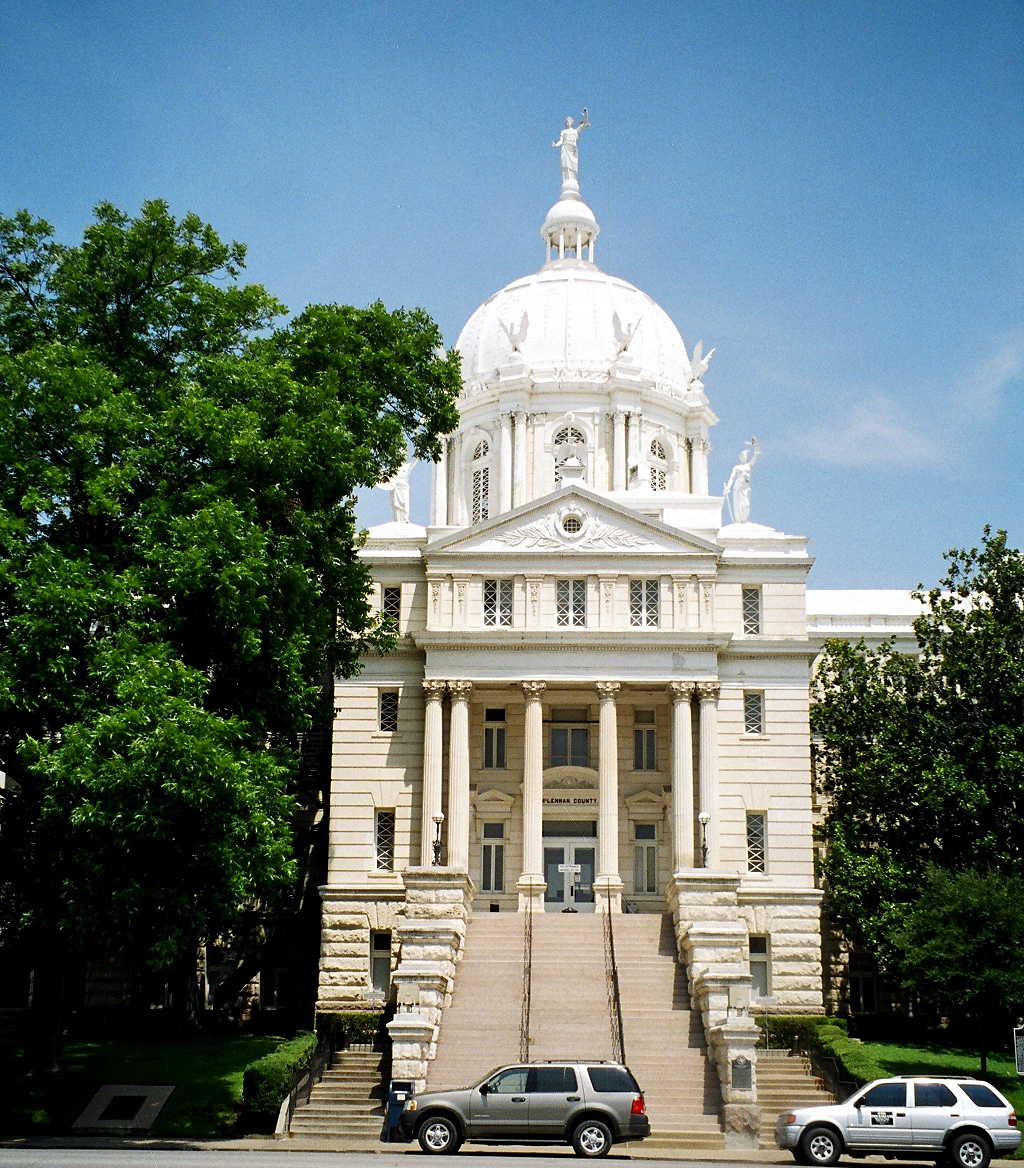
عمارت دادگاه قضایی شهرستان مک کلینن، در ویکو
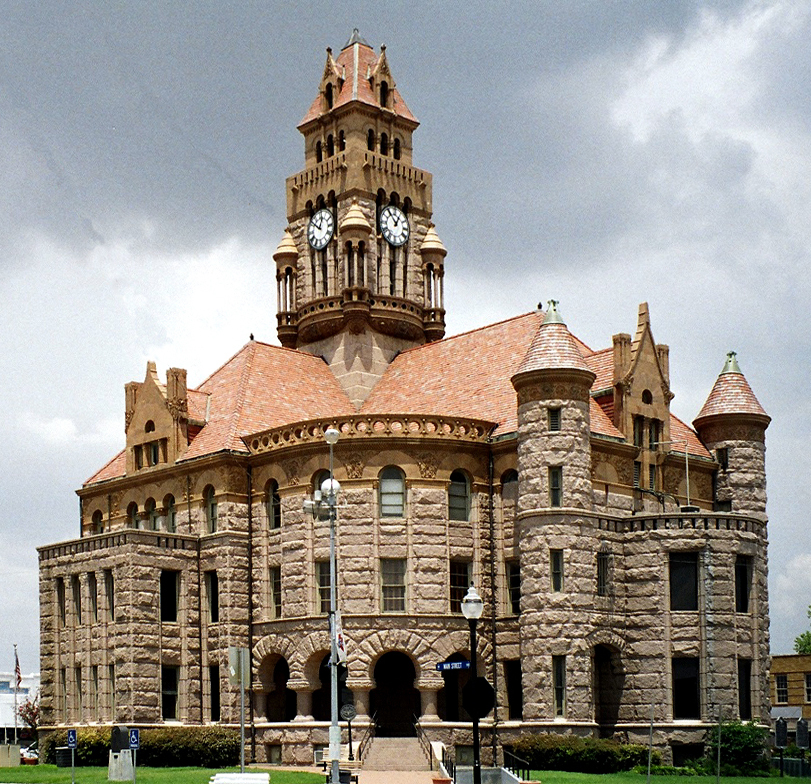
عمارت دادگاه قضایی شهرستان وایز